# Mrówka złodziejka
Mrówka złodziejka (Solenopsis fugax) – gatunek mrówki z podrodziny Myrmicinae.
S. fugax jest małą mrówką często mieszkającą blisko lub wewnątrz gniazd innych gatunków mrówek i stosującą lestobiozę. Lestobioza jest formą pasożytnictwa polegającą na rabunku zapasów pożywienia oraz pożerania larw i poczwarek. W przypadku budowy samodzielnego gniazda pożywienie dostarczają jej mszyce korzeniowe.

## Opis gatunku
Królowa
Wielkość: 5,5–7 mm.
Kolor ciała ciemnobrązowy, nogi żółto-brązowe.
Robotnice
Wielkość: 1,5–2,5 mm.
Kolor ciała żółto-jasnobrązowy, błyszczący. Nogi jaśniejsze od reszty ciała. Szerokość głowy nieznacznie większa od długości. Szczęki z widocznymi 4 zębami. Ciało pokryte jasnymi włoskami. Stylik dwuczłonowy. Czułki 10 segmentowe. Posiada żądło.
Samiec
Wielkość: 4,5–5,5 mm.
Kolor ciała czarny.
Loty godowe
Od sierpnia do końca września przed południem ciepłego dnia.

## Podgatunki
U mrówki złodziejki wyodrębniono 6 podgatunków:
- Solenopsis fugax cypridis Santschi, 1934
- Solenopsis fugax emesa Thome & Thome, 1980
- Solenopsis fugax fugax Latreille, 1798
- Solenopsis fugax furtiva Santschi, 1934
- Solenopsis fugax karaki Thome & Thome, 1980
- Solenopsis fugax tisiphone Santschi, 1934

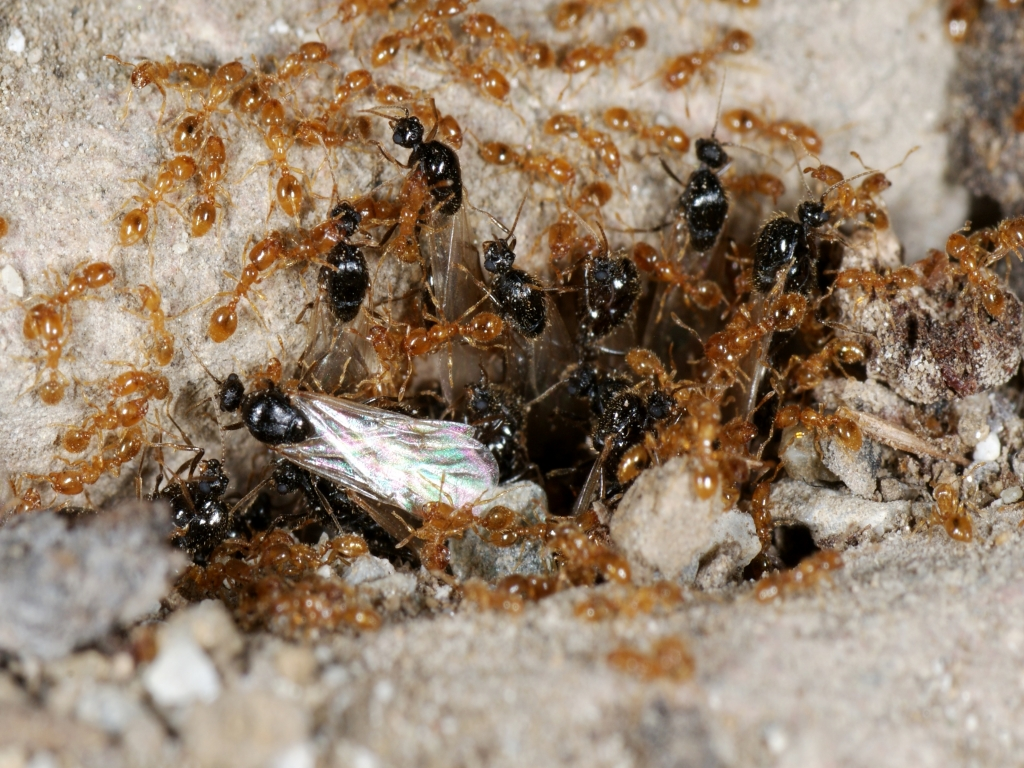
Rójka
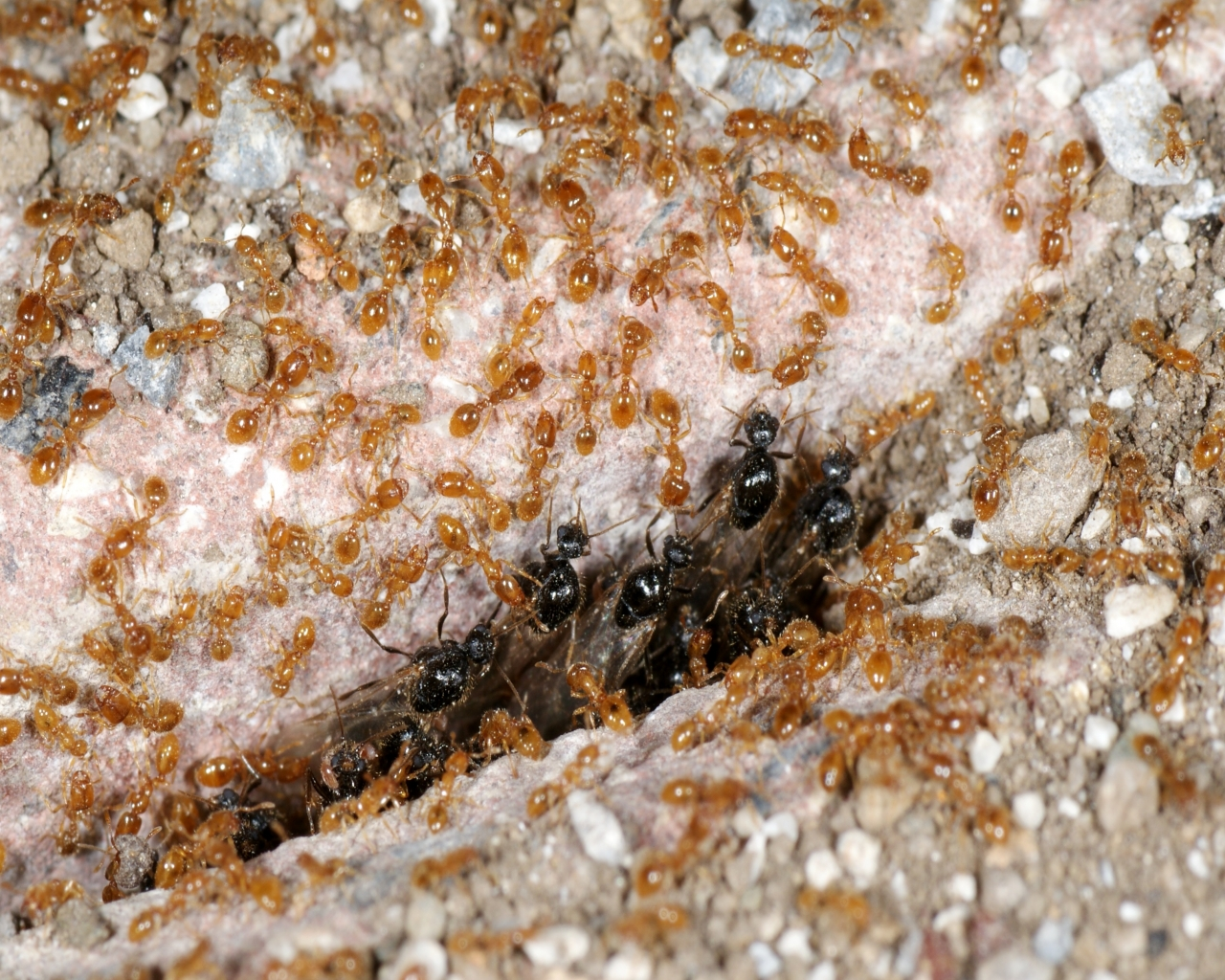
Robotnice i uskrzydlone samce wychodzące z gniazda
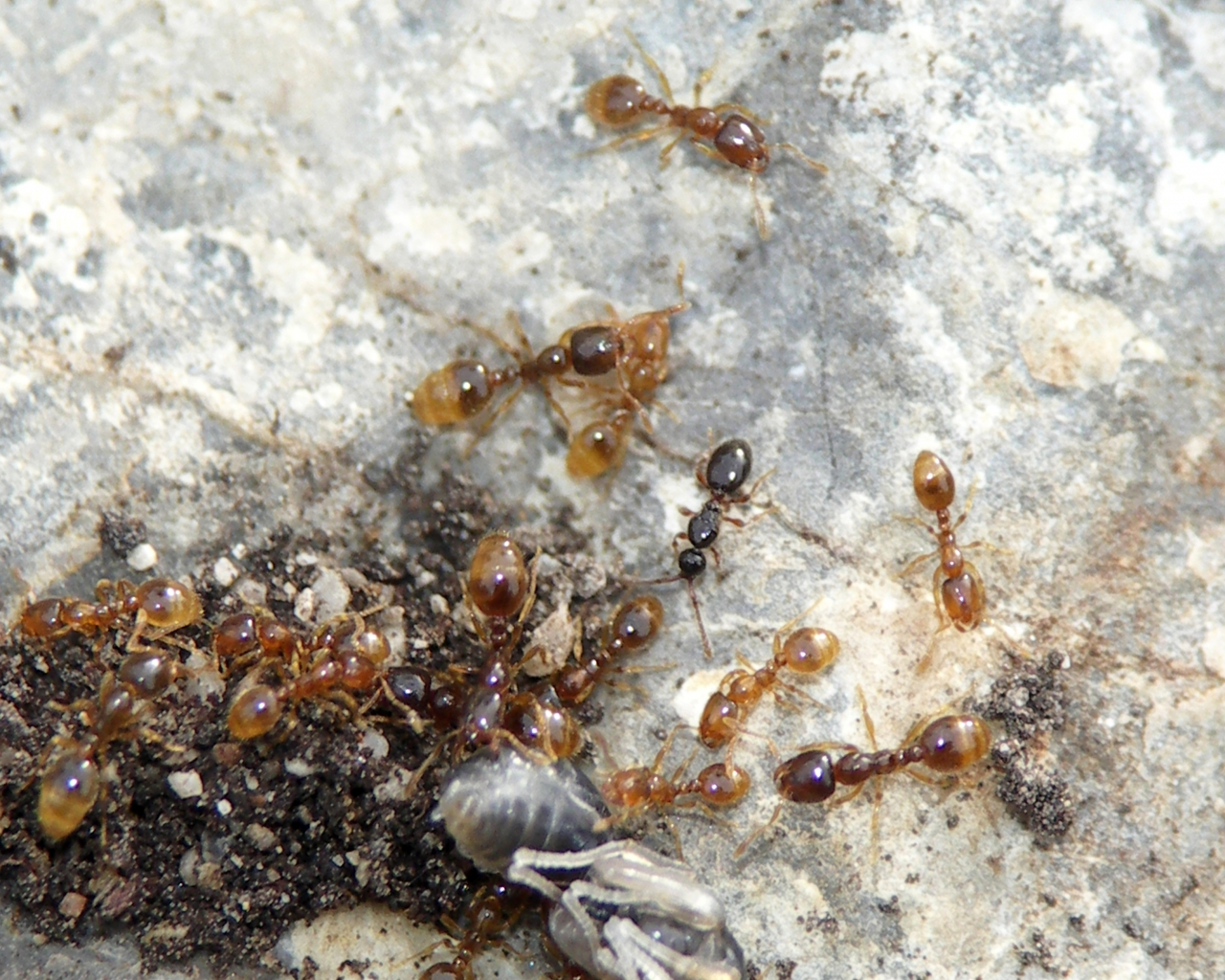
Robotnice transportujące poczwarkę Solenopsia imitatrix